# Nematocida parisii
Espèce

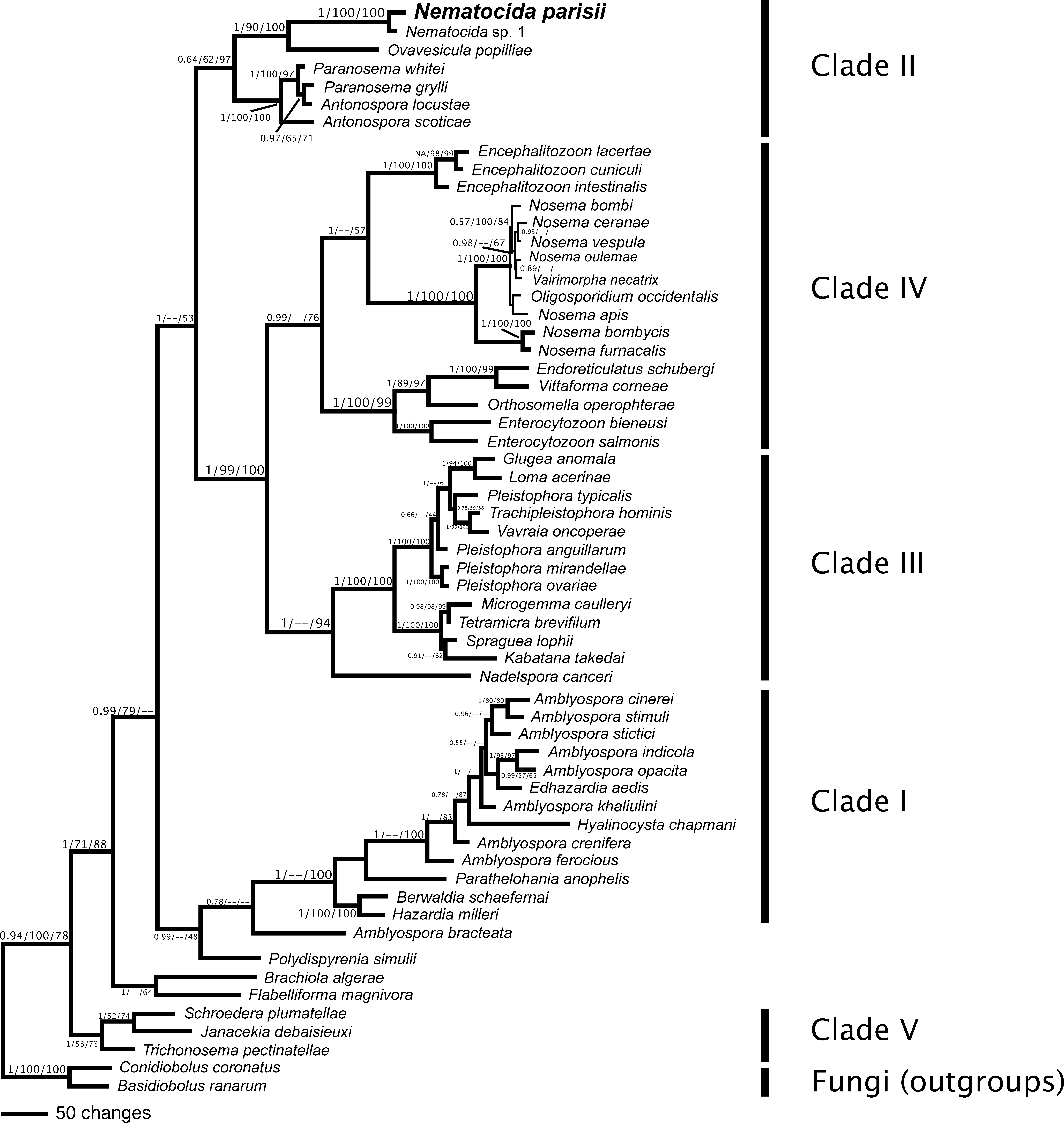
Cladogramme d'espèces de microsporidies. Nematocida parisii est situé en haut de l'arbre phylogénétique.

Nematocida parisii est une espèce de microsporidies. C'est un champignon pathogène des nématodes, et notamment de l'animal modèle Caenorhabditis elegans.
Le nom latin de l'espèce peut se traduire par le tueur de nématodes de Paris.